# Rombaut de Malines
Saint Rombaut (ou Rumold, Rumoldus) était un moine anglo-saxon du VIIIe siècle. Consacré évêque à Rome et envoyé comme missionnaire dans les régions du Nord, il évangélisa avec Saint Willibrord les régions des Pays-Bas méridionaux et plus particulièrement le Brabant. Certains le disent d’origine irlandaise.
Il meurt à Malines vers 775, assassiné par deux hommes auxquels il reprochait leur détestable style de vie.
Patron de l’archidiocèse de Malines-Bruxelles il y est vénéré comme évêque, saint et martyr le 24 juin. La cathédrale de Malines lui est dédiée.
Deux hautes décorations de l'église catholique belge sont les croix d'or et d'argent de Saint-Rombaut.